# Luganville
Luganville är huvudstad i provinsen Sanma i Vanuatu. Staden har en yta på 8,32 km2, och den hade 14 214 invånare år 2013.